# NGC 1261
NGC 1261 es un cúmulo globular en la constelación de Horologium, distante unos 53.500 años luz de la Tierra. Su magnitud aparente es 8,3. Es un cúmulo bastante concentrado, de clase II.
Fue descubierto por el astrónomo James Dunlop en 1826.